# Lloyd Banks
Lloyd Banks (született Christopher Charles Lloyd, 1982. április 30., New Carrollton, Maryland) amerikai hiphop előadó, a G-Unit tagja.

## Életrajza
Édesanyja Puerto Ricó-i, édesapja afroamerikai. Szülei sohasem házasodtak össze. Édesapja Banks gyerekkora nagy részét börtönben töltötte.
Később elkezdett rapszövegeket írni és demó-CD-ket készíteni. 1998-ban 50 Centtel és Tony Yayóval megalapították a G-Unit nevű hiphopcsapatot. Első sikeres albumuk 2003-ban jelent meg Beg for Mercy címen, amiből több mint 4 millió darabot adtak el.
Első szólóalbuma 2004. július 29-én jelent meg The Hunger For More címmel. Az album elkészítésében több híres rapper vett részt, talán ennek is köszönhette sikerét (több mint 4 millió darabot adtak el belőle).
Második albuma a Rotten Apple címet kapta. Az albumon található a Hands Up című szám, ami 2006 nyarának egyik nagy slágere volt. 2006. október 10-én jelent meg.
Harmadik stúdióalbuma a H.F.M. 2 (Hunger for More 2) 2010.November 22-én jelent meg. Az albumon több híres előadó is szerepel, többek közt: 50 Cent , Kanye West és Akon.

## Diszkográfia

### Stúdióalbumok
| Album információ |
| --- |
| The Hunger For More - Megjelent: 2004. június 29. - Kiadó: G-Unit/Interscope - Toplista helyezés: #1 U.S. - RIAA helyezés: platina - Kislemezek: "On Fire", "I'm So Fly", "Karma"                   |
| Rotten Apple - Megjelent: Október 10., 2006 - Kiadó: G-Unit/Interscope - Toplista helyezés: #3 U.S. - RIAA helyezés: Uncertified as of 3/29/2007 - Singles: "Hands Up", "Help", "The Cake"          |
| H.F.M. 2 (Hunger for More 2) - Megjelent: 2010. November 22. - Kiadó: G-Unit/EMI - Toplista helyezés: #4 U.S. - RIAA helyezés: - - Kislemezek: "Beamer, Benz or Bentley", "Any Girl", "Start It Up" |

### Kislemezek
| Év   | Szám | Toplista helyezés | Toplista helyezés | Toplista helyezés | Toplista helyezés |                                  |
| Év   | Szám | Billboard Hot 100 | US R&B/Hip-Hop    | US Rap            | UK Singles        | Album                            |
| ---- | --- | ----------------- | ----------------- | ----------------- | ----------------- | -------------------------------- |
| 2003 | "P.I.M.P. [Remix]" (50 Cent featuring Snoop Dogg, Lloyd Banks, & Young Buck)                                     | #3                | #1                | #1                | #5                | Get Rich or Die Tryin’           |
| 2004 | "On Fire" (featuring 50 Cent)                                                                                    | #8                | #3                | #2                | #19               | The Hunger For More              |
| 2004 | "I'm So Fly" | #18               | #9                | -                 | -#28              | The Hunger For More              |
| 2004 | "Karma" (featuring Avant)                                                                                        | #17               | #9                | #7                | -                 | The Hunger For More              |
| 2005 | "I Know You Don't Love Me" (Tony Yayo featuring 50 Cent, Young Buck, & Lloyd Banks)                              | #45               | #18               | #17               | -                 | Thoughts of a Predicate Felon    |
| 2005 | "Rompe [Remix]" (Daddy Yankee featuring Lloyd Banks & Young Buck)                                                | #24               | #12               | #11               | -                 | Barrio Fino En Directo           |
| 2006 | "Touch It [Remix]" (Busta Rhymes featuring Mary J. Blige, Rah Digga, Missy Elliott, Lloyd Banks, Papoose, & DMX) | #9                | #3                | #3                | #13               | The Big Bang                     |
| 2006 | "Hands Up" (featuring 50 Cent)                                                                                   | #83               | #3                | #3                | #25               | Rotten Apple                     |
| 2006 | "The Cake" (featuring 50 Cent)                                                                                   | #65               | #25               | #19               | -                 | Rotten Apple                     |
| 2006 | "Help" (featuring Keri Hilson)                                                                                   | #41               | #17               | #15               | -                 | Rotten Apple                     |
| 2006 | "You Don't Know" (Eminem featuring 50 Cent, Lloyd Banks, & Cashis)                                               | #12               | #5                |                   | #13               | Eminem Presents The Re-Up        |
| 2010 | "Beamer, Benz or Bentley" (Lloyd Banks featuring Juelz Santana)                                                  | #49               | #19               | #5                | -                 | H.F.M. 2 (The Hunger for More 2) |
| 2010 | "Any Girl" (Lloyd Banks featuring Lloyd)                                                                         | -                 | #52               | #24               | -                 | H.F.M. 2 (The Hunger for More 2) |
| 2010 | "Start It Up" (Lloyd Banks featuring Kanye West, Fabolous, Swizz Beatz & Ryan Leslie)                            | -                 | #52               | #20               | -                 | H.F.M. 2 (The Hunger for More 2) |
| 2011 | "I Don't Deserve You" (Lloyd Banks featuring Jeremih)                                                            | -                 | #33               | #19               | -                 | H.F.M. 2 (The Hunger for More 2) |
| 2011 | "So Forgetful" (Lloyd Banks featuring Ryan Leslie)                                                               | -                 | -                 | -                 | -                 | H.F.M. 2 (The Hunger for More 2) |